# باد زوبرنهایم
شهر باد زوبرنهایم در ایالت راینلند-فالتز در کشور آلمان واقع شده است.